# Maison de Sima Pogačarević à Vranje
La maison de Sima Pogačarević à Vranje (en serbe cyrillique : Кућа народног хероја Симе Погачаревића у Врању ; en serbe latin : Kuća narodnog heroja Sime Pogačarevića u Vranju) se trouve à Vranje, dans le district de Pčinja, en Serbie. Elle est inscrite sur la liste des monuments culturels protégés de la république de Serbie (identifiant no SK 292),.

## Présentation
Le héros national Sima Pogačarević a vécu dans cette maison avec sa mère et sa sœur.
De dimensions modestes, cette maison a été construite dans l'entre-deux-guerres ; elle est constituée d'un simple rez-de-chaussée et est divisée en trois parties ; elle est bâtie en pierres dans la partie basse de ses murs et en briques dans sa partie haute ; son toit à quatre pans est recouvert de tuiles.
Pogačarević y a organisé des réunions de la section locale Parti communiste de Yougoslavie (en abrégé : KPJ) dès avant la Seconde Guerre mondiale et des réunions plus fréquentes pendant la guerre. Les Partisans y ont organisé des sabotages, publié des tracts, caché des armes, des munitions, des vêtments, des chaussures, de la nourriture et des fournitures médicales. La formation du Détachement des Partisans de Vranje y a été décidée. Une plaque mentionne ce rôle dans la lutte de libération nationale.